# Letitia James

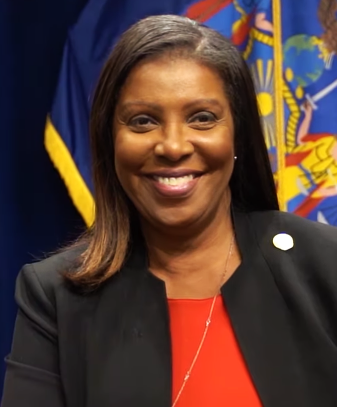
Letitia James (2020)

Letitia Ann „Tish“ James (* 18. Oktober 1958 in New York City) ist eine US-amerikanische Juristin und Politikerin der Demokratischen Partei. Seit 2019 bekleidet sie das Amt des Attorney General im Bundesstaat New York und ist damit Mitglied der Regierung dieses Staates. Zuvor war sie seit 2014 New York City Public Advocate.

## Werdegang

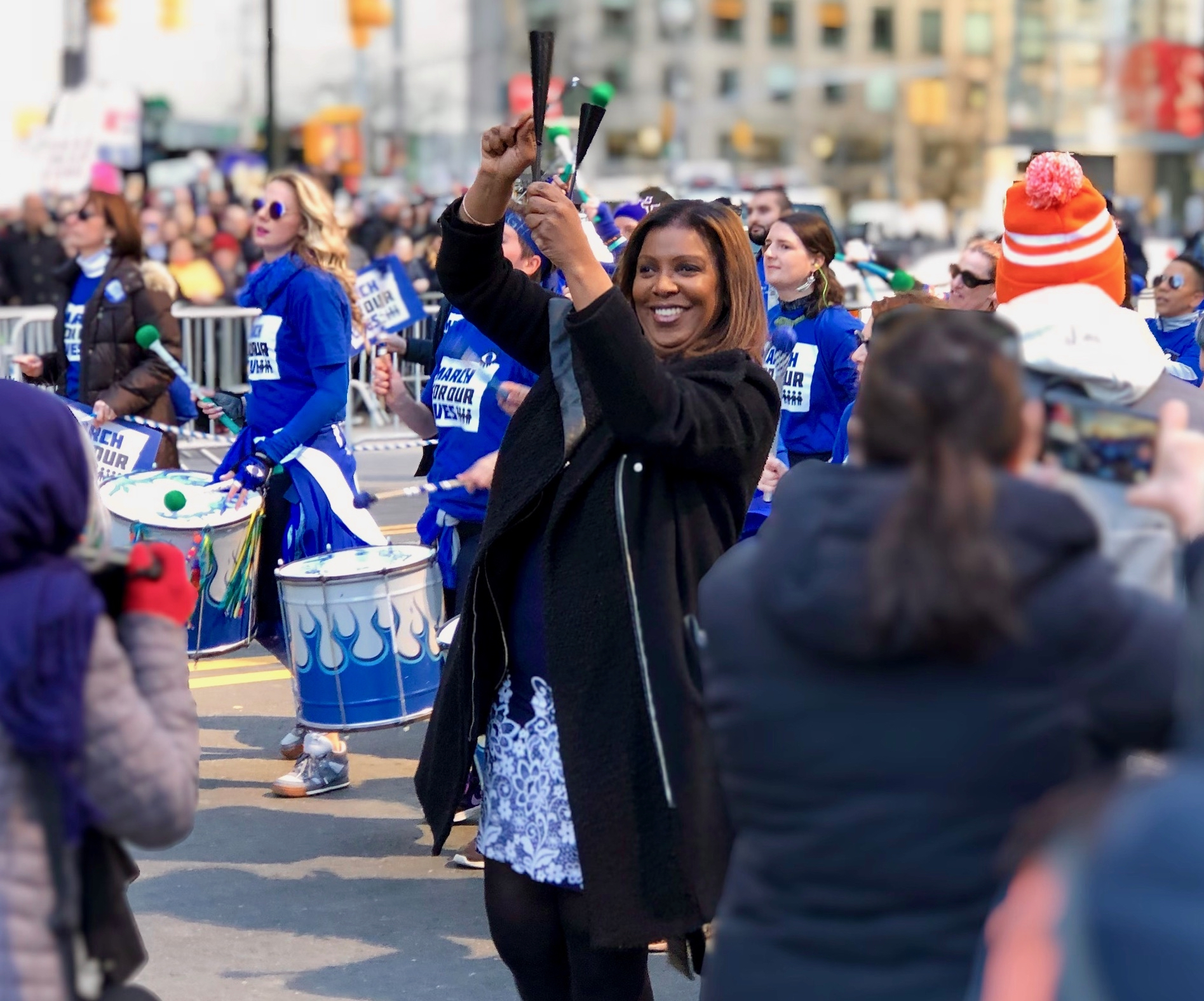
James bei einer Demonstration in New York 2018

Letitia James wuchs im New Yorker Stadtteil Bronx auf und besuchte dort ein öffentliches College. Am Lehman College erhielt sie 1981 ihren Bachelor of Arts. Im Anschluss studierte sie an der Howard University in Washington Rechtswissenschaften. Ihre Zulassung als Anwältin im Staat New York erhielt James im Jahr 1989. Danach wandte sie sich Tätigkeiten im öffentlichen Dienst zu und schloss sich der Demokratischen Partei an. Unter anderem gehörte sie dem Stab des damaligen Gouverneurs Mario Cuomo an und beriet dessen Büro in Rechtsfragen. Später arbeitete sie für mehrere Mitglieder des New Yorker Staatsparlaments.
2001 kandidierte James erstmals für den Stadtrat von New York (New York City Council), erreichte aber keine Stimmenmehrheit. Bei einem zweiten Anlauf im Jahr 2003 war sie schließlich erfolgreich. Dem Gremium gehörte sie nach mehreren Wiederwahlen noch bis zum 31. Dezember 2013 an, als sie das Amt des New York City Public Advocate antrat. Dabei wurde sie im November 2013 zur Nachfolgerin von Bill de Blasio gewählt, der zeitgleich das Amt als Bürgermeister der Millionenmetropole antrat. 2017 wurde sie von den Wählern bestätigt.
Nachdem im Frühjahr 2018 der Attorney General des Bundesstaates New York, Eric Schneiderman, wegen Missbrauchsvorwürfen seinen Posten niederlegen musste und auch nicht im Herbst des Jahres für eine Wiederwahl zur Verfügung stand, kündigte James ihre Kandidatur für dieses Amt an. Bei der Primary der Demokraten im September 2018 setzte sie sich gegen mehrere innerparteiliche Mitbewerber durch, unter anderen auch gegen die linke Aktivistin Zephyr Teachout. Ihre Kandidatur wurde von führenden New Yorker Demokraten unterstützt, so sprach sich Gouverneur Andrew Cuomo für sie aus. Die eigentliche Wahl am 6. November 2018 gewann James mit 62,4 % der Stimmen gegen den Republikaner Keith Wofford deutlich. Am 1. Januar 2019 wurde sie als Attorney General vereidigt und trat zugleich als New York Public Advocate zurück. Der Posten entspricht dem einer Generalstaatsanwältin, gelegentlich wird er auch mit dem einer Justizministerin verglichen. Als Attorney General ist Letitia James die erste Frau sowie die erste Afroamerikanerin im Bundesstaat. Zu ihren Prioritäten zählt sie unter anderem die Stärkung der Bürgerrechte, den Schutz von Minderheiten und eine strengere Waffenkontrolle. Im August 2020 erhob sie Anklage gegen die National Rifle Association und vier führende Mitglieder wegen Veruntreuung von 64 Mio. US-$ mit dem Ziel der Auflösung der Lobbyorganisation. Am 23. Februar 2024 wurde der ehemalige NRA-Vorsitzende Wayne LaPierre in diesem Verfahren wegen Veruntreuung schuldig gesprochen.
Im September 2022 erhob sie nach jahrelangen Ermittlungen Zivilklage gegen Donald Trump und gegen seine drei Kinder Don Jr., Eric und Ivanka wegen Finanzbetrugs.
In zahlreichen Äußerungen während des Prozesses versuchte Trump, Staatsanwältin James als „Rassistin“ zu diffamieren und beschrieb den Prozess gegen ihn und die Trump Organization als politisch motiviert und durch die Demokraten inszeniert. In einer Stellungnahme vor der Vernehmung Trumps am 6. November 2023 sagte Jones dazu:

“Mr. Trump has repeatedly and consistently misrepresented and inflated the value of his assets, and before he takes the stand, I am certain that he will engage in name-calling and taunts and race-baiting, and call this a witch hunt. But at the end of the day the only thing that matters are the facts and the numbers, and numbers, my friends, don’t lie!”

„Herr Trump hat den Wert seines Vermögens wiederholt und durchweg falsch dargestellt und aufgeblasen, und bevor er in den Zeugenstand geht, bin ich mir sicher, dass er Beschimpfungen, Spott und rassistische Einlassungen von sich geben und dies eine Hexenjagd nennen wird. Aber am Ende des Tages zählen nur die Fakten und die Zahlen, und Zahlen, meine Freunde, lügen nicht!“